# UNICEF Kid Power
UNICEF Kid Power (în română [Programul] UNICEF Puterea Copilului) este o inițiativă filantropică care a fost lansată în 2015 ca o parte a Fondului SUA pentru UNICEF. Acesta este prima implicare a UNICEF în domeniul dispozitivelor hardware. UNICEF Kid Power, cu ajutorul firmei de tehnologie Calorie Cloud din California și al studioului de design Ammunition, a dezvoltat primul monitor de activitate fizică⁠(d) „Wearable for Good” (în română Purtabil pentru Bine) din lume, denumit „Kid Power Bands” (în română Banderolă Puterea Copilului).
Aceste dispozitive acționează ca o brățară de urmărire a activității fizice a copilului, prin conectarea la o aplicație pentru smartphone. Aplicația permite utilizatorilor să îndeplinească misiuni cum ar fi numărarea unui număr impus de pași, pentru care se acordă puncte. Punctele deblochează apoi finanțarea de la partenerii proiectului, care este apoi folosită de UNICEF pentru a livra pachete cu hrană terapeutică copiilor cu malnutriție severă, din întreaga lume.

## Istoric
Rajesh Anandan, vicepreședintele senior al Parteneriatelor Strategice și UNICEF Ventures, a declarat că UNICEF Kid Power și produsul său Kid Power Band este în esență o extensie digitală a programului Trick-or-Treat pentru UNICEF⁠(d), care a avut început în 1950.

## Parteneriate
UNICEF Kid Power are o serie de parteneriate și colaborări. La 22 mai 2016 UNICEF Kid Power a colaborat cu Star Wars pentru a crea o Kid Power Band exclusivă în stil Star Wars.
National Basketball Association a colaborat și ea cu UNICEF Kid Power prin intermediul clubului Sacramento Kings. Colaborarea a constat în programul pilot Kid Power Kings, UNICEF și Orașul Sacramento, în care toate cele 3 organizații au colaborat pentru a valorifica tehnologia într-un efort de a educa și a evidenția sănătatea elevilor dintr-o zonă mai largă din Sacramento.
UNICEF Kid Power a colaborat și cu școlile, prin TEACH UNICEF și editura Scholastic Corporation.
UNICEF Kid Power a colaborat și cu un număr de sportivi, de la gimnastică, fotbal, baschet, baseball și multe altele. Acești sportivi au participat în calitate de Campioni Kid Power la programul UNICEF Kid Power's Global Mission:
- Alex Morgan
- Tyson Chandler
- Bethany Mota
- Aly Raisman
- Laurent Duvillier
- Dartanyon Crockett
- Meryl Davis
- David Ortiz
- Maya Moore
- Cara Yar Khan
- Ashley Eckstein

În afară de atletism, artista Pink, câștigătoare de Premii Grammy, s-a implicat și ca ambasador UNICEF, precum și ca purtătoare de cuvânt națională a Kid Power.